# Rob Delaney
Rob Delaney (Marblehead, 1977. január 19. –) amerikai humorista, színész, író és aktivista. 
A Catastrophe című televíziós sorozat egyik főszereplője és írója volt. Olyan filmekben szerepelt, mint a Deadpool 2. és a Halálos iramban: Hobbs & Shaw.

## Élete és pályafutása
1977. január 19-én született Bostonban, Nancy és Robert Delaney gyermekeként. Marbleheadben nőtt fel. Ír származású. A Tisch School of the Arts iskolában tanult és 1999-ben diplomázott.
2009-ben kezdett posztolni a Twiterre, ekkor fedezte fel a közönség. 2016-ban már több, mint 1,2 millió követője volt. Egyike azon humoristáknak, akik a közösségi felületet használták vicceik megosztására. Népszerűsége okaként Graham Linehan írót nevezte meg. 2010-ben a Paste magazin a 10 legviccesebb Twitter-felhasználó egyikének nevezte. 2012 májusában elnyerte a "Twitter legviccesebb embere" díjat a The Comedy Awards díjkiosztón.

## Magánélete
Londonban él feleségével, Leah-val. Négy gyermekük van. 2018 februárjában bejelentette, hogy Henry nevű fia két és fél éves korában elhunyt, agydaganat következtében. A pár negyedik fia 2018 augusztusában született.
Delaney ateista. 2014-ben az Egyesült Királyságba költözött.

## Filmográfia

### Film
| Év   | Magyar cím                                   | Eredeti cím                          | Szerep                         | Magyar hang         |
| ---- | -------------------------------------------- | ------------------------------------ | ------------------------------ | ------------------- |
| 2007 |                                              | Wild Girls Gone                      | tejszínhabos idióta            |                     |
| 2014 | Zombibarátnő                                 | Life After Beth                      | Híradós műsorvezető            |                     |
| 2018 | Deadpool 2.                                  | Deadpool 2                           | Peter                          | Elek Ferenc         |
| 2019 | Csaló csajok                                 | The Hustle                           | Todd                           | Gyurity István      |
| 2019 | Rocketman                                    | Rocketman                            | Elvis Presley (törölt jelenet) |                     |
| 2019 | Halálos iramban: Hobbs & Shaw                | Hobbs & Shaw                         | Loeb ügynök                    | Hirtling István     |
| 2019 | Múlt karácsony                               | Last Christmas                       | Színházigazgató                | Horváth Gergely     |
| 2019 | Botrány                                      | Bombshell                            | Gil Norman                     | Pál Tamás           |
| 2021 | Tom és Jerry                                 | Tom & Jerry                          | Henry Dubros                   | Kautzky Armand      |
| 2021 | Egy igazán dühös ember                       | Wrath of Man                         | Blake Halls                    | Petridisz Hrisztosz |
| 2021 | Egy jóravaló ház                             | The Good House                       | Peter Newbold                  | Barabás Kiss Zoltán |
| 2021 | Hibás Ron                                    | Ron's Gone Wrong                     | Andrew Morris (hangja)         | Széles Tamás        |
| 2021 | Reszkessetek, betörők! – Otthon, édes otthon | Home Sweet Home Alone                | Jeff McKenzie                  | Zöld Csaba          |
| 2022 | A buborék                                    | The Bubble                           | Marti                          | Czvetkó Sándor      |
| 2022 |                                              | The School for Good and Evil         | Stefan                         |                     |
| 2023 | Mission: Impossible – Leszámolás             | Mission: Impossible – Dead Reckoning | JSOC                           | Barabás Kiss Zoltán |
| 2023 | Vajon létezik szerelem első látásra?         | Love at First Sight                  | Andrew Sullivan                | Csankó Zoltán       |
| 2023 | Repülés kezdőknek                            | Northern Comfort                     | Ralph                          |                     |
| 2024 | Argylle: A szuperkém                         | Argylle                              | Powell                         | Makranczi Zalán     |
| 2024 | Orion és a Sötétség                          | Orion and the Dark                   | Orion apja (hang)              |                     |
| 2024 | Deadpool & Rozsomák                          | Deadpool & Wolverine                 | Peter                          | Elek Ferenc         |

## Fordítás
- Ez a szócikk részben vagy egészben  a   Rob Delaney című angol Wikipédia-szócikk ezen változatának fordításán alapul.  Az eredeti cikk szerkesztőit annak laptörténete sorolja fel. Ez a jelzés csupán a megfogalmazás eredetét és a szerzői jogokat jelzi, nem szolgál a cikkben szereplő információk forrásmegjelöléseként.